# Alberto Guani

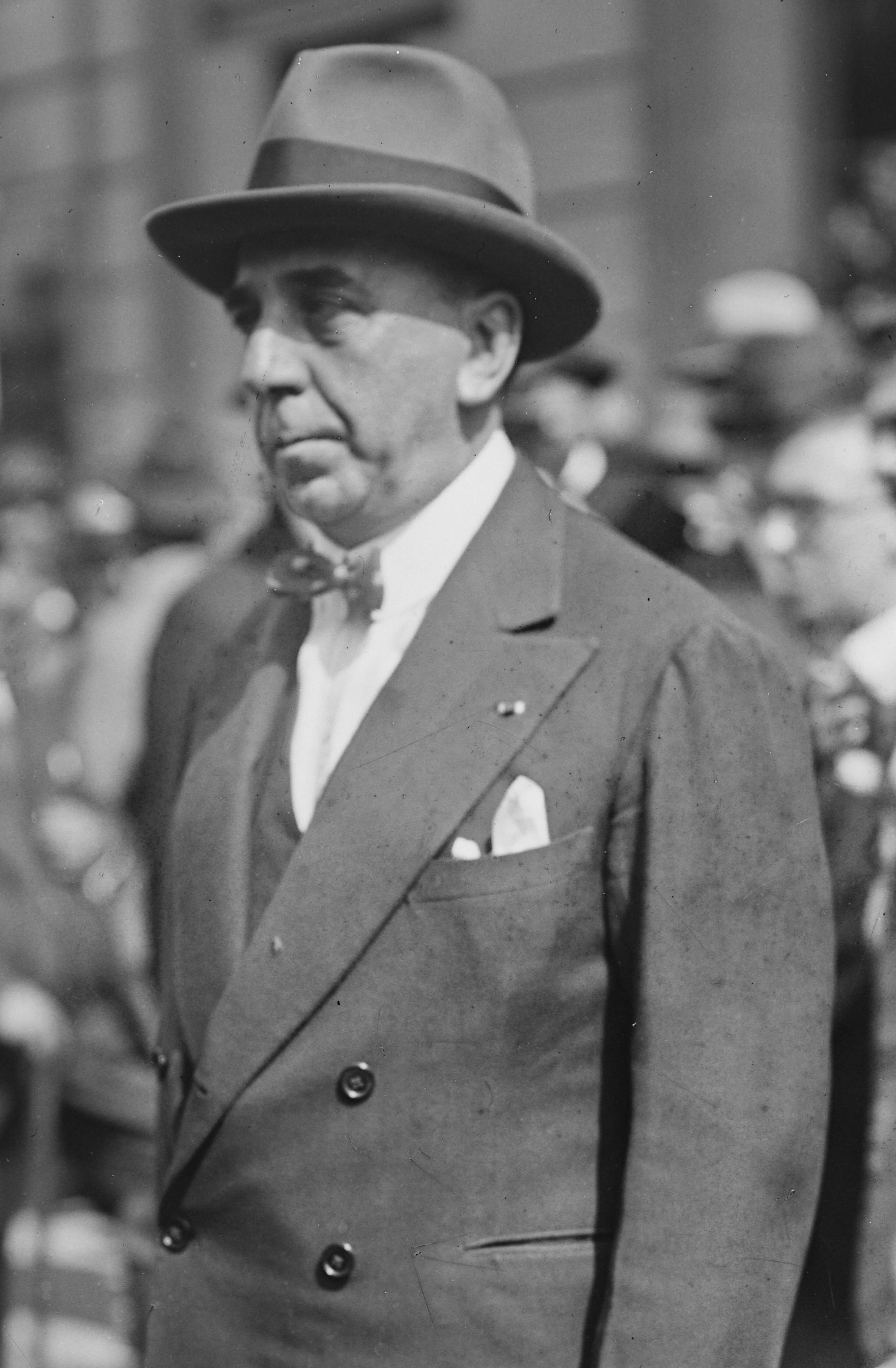
Alberto Guani (1927)

Alberto Guani (* 14. Juni 1877 in Montevideo; † 25. November 1956 in Montevideo) war ein uruguayischer Jurist, Diplomat und Vize-Präsident seines Landes von 1943 bis 1947. Er war Mitglied der Partido Colorado.
Alberto Guani studierte Rechtswissenschaften an der Universidad de la República und promovierte anschließend. Von 1907 bis 1910 war er Abgeordneter. Er trat in den diplomatischen Dienst ein und diente als Generalbevollmächtigter in Österreich-Ungarn, der Schweiz (1911), Belgien und den Niederlanden (1913), Frankreich (1925 bis 1926) und im Vereinigten Königreich (1936 bis 1938). Außerdem war er der Repräsentant Uruguays beim Völkerbund.
Von 1938 bis 1943 diente Guani unter Präsident Alfredo Baldomir als Außenminister. Bei den Präsidentschaftswahlen im 1943 gewann Juan José de Amézaga und Guani wurde Vizepräsident. Von 1943 bis 1947 war er Präsident der Cámara de Senadores.

## Auszeichnungen (Auswahl)
- Commandeur de la Légion d’Honneur
- Leopoldsorden[6]